# Cleisostoma tenuifolium
Cleisostoma tenuifolium là một loài thực vật có hoa trong họ Lan. Loài này được (L.) Garay mô tả khoa học đầu tiên năm 1972.